# 努马·德尼·甫斯特尔·德·库朗日

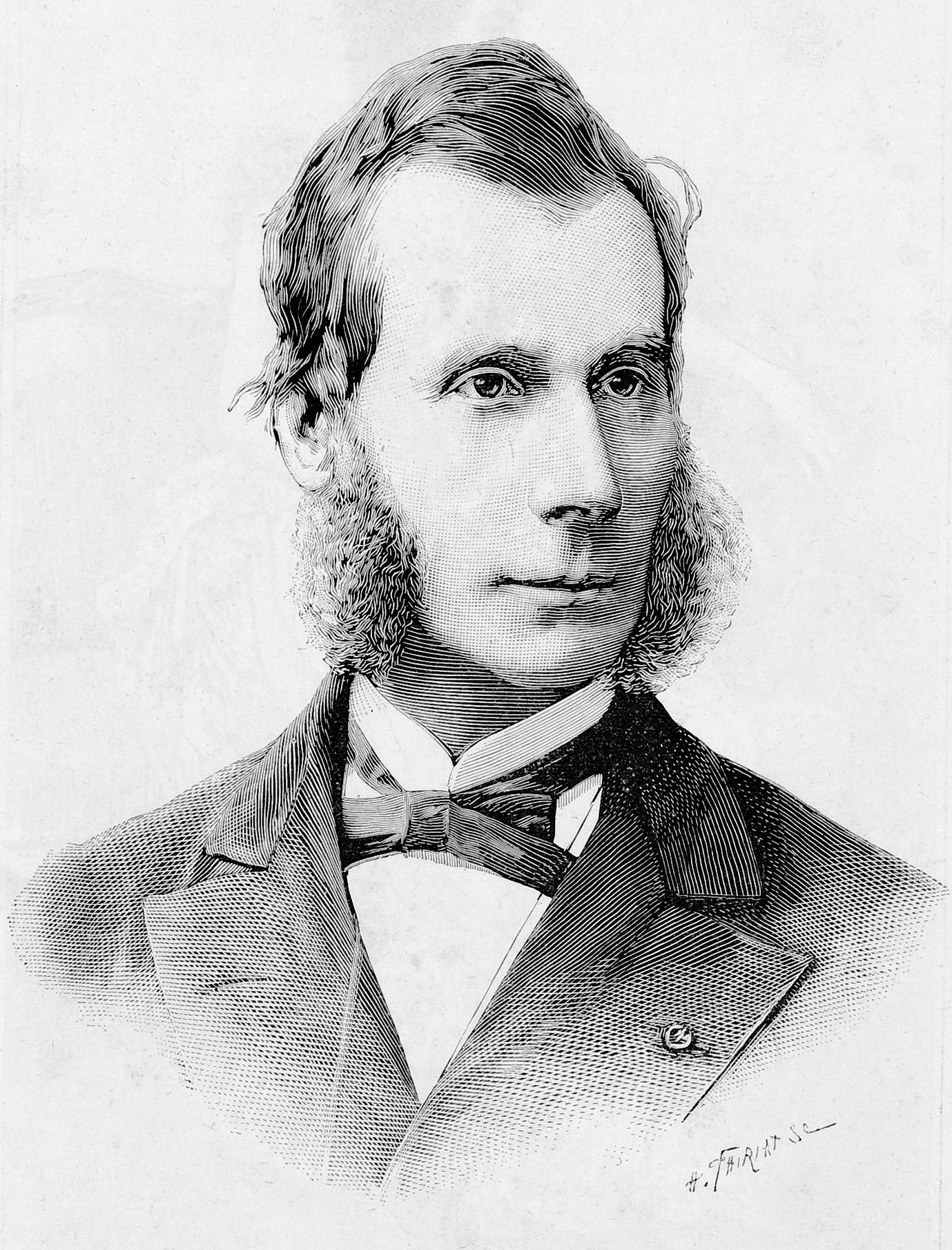
努马·德尼·甫斯特尔·德·库朗日

努马·德尼·甫斯特尔·德·库朗日（法語：Numa Denis Fustel de Coulanges；1830年3月18日—1889年9月12日）是19世纪法国的历史学家，實証史學的代表史家。

## 作品
- 《古代城邦》